# Arming Mother Nature: The Birth of Catastrophic Environmentalism
Arming Mother Nature es un libro de no ficción de 2013 de Jacob Darwin Hamblin, profesor de historia en la Universidad Estatal de Oregón. Su libro sostiene que el Pentágono y su planificación militar para la Tercera Guerra Mundial promovieron un "ambientalismo catastrófico" al financiar la ciencia ambiental en la Guerra Fría después de la Segunda Guerra Mundial. Los planificadores del Pentágono estaban interesados en las diversas formas en que los procesos naturales podrían aprovecharse para matar a millones de personas y/o destruir los sectores agrícolas, u otros, de las economías de las naciones enemigas.

## Recepción
Según el profesor Gregg Mitman de la Universidad de Wisconsin-Madison, el libro de Hamblin ofrece un relato convincente de cómo el pensamiento militar sobre la Tercera Guerra Mundial y las fuentes militares de dinero apoyaron el estudio científico, el seguimiento y la diplomacia del medio ambiente del planeta Tierra. Mitman elogia particularmente cómo el capítulo de un libro revela conexiones entre la investigación de Charles Elton sobre especies invasoras y las preocupaciones de los planificadores militares sobre la agricultura y la seguridad nacional. Las reseñas indican que Arming Mother Nature está bien documentado y bien escrito.

## Premios
El libro ganó el Premio Paul Birdsall 2014 de la Asociación Histórica Estadounidense y el Premio Watson Davis y Helen Miles Davis 2016 de la Sociedad de Historia de la Ciencia.